# 卧龙站
卧龙站（：／ Waryong yeok */?）是位于韩国全罗北道金堤市龍池面卧龙里的一个车站，属于湖南线。

## 历史
- 1955年7月11日 - 落成使用。

## 相鄰車站
韓國鐵道公社
湖南線
芙蓉－臥龍－金堤